# Clàudia Pina
Clàudia Pina Medina (Montcada i Reixac, 12 augustus 2001) is een Spaans voetbalster. Ze speelt als aanvaller voor FC Barcelona Femení. Pina won in 2018 het WK Onder-17 en werd topscorer en beste speelster van het toernooi.

## Clubcarrière
Pina speelde aanvankelijk zaalvoetbal. In 2011 kwam ze bij de jeugdelftallen van RCD Espanyol. Twee jaar later ging ze in de cantera van FC Barcelona spelen. Op 25 augustus 2017 debuteerde de aanvaller in het eerste elftal in een wedstrijd om de Copa de Catalunya tegen CE Europa. Pina scoorde tweemaal in deze wedstrijd. Enkele dagen later was ze invaller in de gewonnen finale tegen RCD Espanyol. Op 14 januari 2018 debuteerde Pina namens Barça in de Primera División Femenina.

## Interlandcarrière
Op het WK Onder-17 2016 werd Pina met Spanje derde. Ze scoorde in de groepsfase tegen Jordanië en Nieuw-Zeeland. Een jaar later was Pina actief op het EK Onder-17. Ze scoorde tweemaal in de groepsfase en Pina was de enige aan Spaanse zijde die haar strafschop wist te benutten in de strafschoppenserie in de verloren finale tegen Duitsland. In augustus 2018 nam de aanvaller met Spanje deel aan het WK Onder-20 in Frankrijk. Ze scoorde tegen Paraguay in de groepsfase en Pina was basisspeler in de verloren finale tegen Japan. In november en december 2018 speelde Pina het WK Onder-17 in Uruguay. Met twee doelpunten besliste de aanvaller de finale tegen Mexico (2-1). Pina werd met zeven doelpunten topscorer van het toernooi en bovendien verkozen tot beste speelster van het WK.